# Jinotepe
Jinotepe là một khu tự quản thuộc tỉnh Carazo, Nicaragua. Khu tự quản Jinotepe có diện tích 281 ki lô mét vuông. Đến thời điểm năm 2005, huyện Jinotepe có dân số 42109 người.